# Tales from the Twilight World
Tales from the Twilight World je třetí studiové album německé powermetalové hudební skupiny Blind Guardian. Vydáno bylo v roce 1990 pod vydavatelstvím No Remorse. Stejně jako u předchozích desek, i na tomto albu hledal textař Hansi Kürsch inspiraci u knižních autorů sci-fi a fantasy; Franka Herberta, Petera Strauba, Stephena Kinga a Johna Tolkiena. Zároveň se hudební styl skupiny odpoutal od thrash metalu a posunul se více k melodickému speed a power metalu. Výsledkem byla podle různých hudebních kritiků nejpovedenější deska, kterou Blind Guardian do té doby vydali.

## Seznam skladeb
Texty napsal(i) Hansi Kürsch, není-li uvedeno jinak.
| Pořadí         | Název                     | Hudba                           | Délka |
| -------------- | ------------------------- | ------------------------------- | ----- |
| 1.             | Traveler in Time          | Hansi Kürsch, André Olbrich     | 5:59  |
| 2.             | Welcome to Dying          | Kürsch, Olbrich                 | 4:47  |
| 3.             | Weird Dreams              | Olbrich                         | 1:19  |
| 4.             | Lord of the Rings         | Kürsch, Marcus Siepen           | 3:18  |
| 5.             | Goodbye My Friend         | Kürsch, Olbrich, Thomas Stauch  | 5:33  |
| 6.             | Lost in the Twilight Hall | Kürsch, Olbrich, Siepen, Stauch | 5:58  |
| 7.             | Tommyknockers             | Kürsch, Olbrich                 | 5:09  |
| 8.             | Altair 4                  | Kürsch, Olbrich                 | 2:26  |
| 9.             | The Last Candle           | Kürsch, Olbrich                 | 5:59  |
| Celková délka: | Celková délka:            | Celková délka:                  | 40:52 |

| Bonus  | Bonus                    | Bonus |
| Pořadí | Název                    | Délka |
| ------ | ------------------------ | ----- |
| 10.    | Run for the Night (živě) | 3:42  |

| Bonus reedice 2003 | Bonus reedice 2003              | Bonus reedice 2003 | Bonus reedice 2003 |
| Pořadí             | Název                           | Text               | Délka              |
| ------------------ | ------------------------------- | ------------------ | ------------------ |
| 11.                | Lords of the Rings (demo)       |                    | 3:57               |
| 12.                | To France (Mike Oldfield cover) | Mike Oldfield      | 4:39               |

| Bonus reedice 2007 | Bonus reedice 2007               | Bonus reedice 2007              | Bonus reedice 2007 |
| Pořadí             | Název                            | Hudba                           | Délka              |
| ------------------ | -------------------------------- | ------------------------------- | ------------------ |
| 11.                | Lost in the Twilight Hall (demo) | Kürsch, Olbrich, Siepen, Stauch | 5:58               |
| 12.                | TommyKnockers (Demo)             | Kürsch, Olbrich                 | 5:09               |

## Obsazení
- Hansi Kürsch – basová kytara, zpěv
- André Olbrich – kytary, doprovodný zpěv
- Marcus Siepen – kytary, doprovodný zpěv
- Thomas Stauch – bicí

Hosté
- Kai Hansen – zpěv, kytara
- Piet Sielck – doprovodný zpěv, efekty
- Rolf Köhler – doprovodný zpěv
- Mathias Wiesner – efekty, klávesy